# 1950-es magyar vívóbajnokság
Az 1950-es magyar vívóbajnokság a negyvenötödik magyar bajnokság volt. A férfi tőrbajnokságot április 30-án rendezték meg Budapesten, a Dózsa Eötvös utcai vívótermében, a párbajtőrbajnokságot május 7-én Budapesten, a Dózsa Eötvös utcai vívótermében, a kardbajnokságot május 14-én Budapesten, a Vasas Pasaréti úti vívótermében, a női tőrbajnokságot pedig április 23-án Budapesten, a Dózsa Eötvös utcai vívótermében.

## Eredmények
| Versenyszám          | Arany                         | Arany | Ezüst                      | Ezüst | Bronz                                | Bronz |
| -------------------- | ----------------------------- | ----- | -------------------------- | ----- | ------------------------------------ | ----- |
| Férfi tőrvívás       | Sákovics József Bp. Lokomotív |       | Tilli Endre Bp. Vasas      |       | dr. Bay Béla Bp. MEFESZ              |       |
| Férfi párbajtőrvívás | Nagy Ambrus Bp. MEFESZ        |       | Hennyey Imre Bp. Honvéd    |       | dr. Berzsenyi Barnabás Csepeli Vasas |       |
| Férfi kardvívás      | Berczelly Tibor Csepeli Vasas |       | Rajcsányi László Bp. Vasas |       | Kárpáti Rudolf Bp. Vasas             |       |
| Női tőrvívás         | Elek Ilona Bp. Lokomotív      |       | Horváth Katalin Bp. Dózsa  |       | Kiss Katalin Bp. Lokomotív           |       |